# Linus Meyer
Linus Niklas Martin Meyer (* 7. Januar 1992 in Hamburg) ist ein deutscher Fußballspieler.

## Karriere
Der Stürmer Linus Meyer begann seine Karriere beim Hamburger Stadtteilverein Niendorfer TSV. Im Sommer 2008 wechselte er zum SC Concordia Hamburg und spielte dort in der Saison 2008/09 in der B-Junioren-Bundesliga, stieg am Saisonende allerdings als Vorletzter wieder ab. Im Jahre 2010 wechselte Meyer in den Jugendbereich von Eintracht Norderstedt und rückte ein Jahr später in die erste Herrenmannschaft auf, die seinerzeit in der fünftklassigen Oberliga Hamburg antrat. Mit Norderstedt belegte Meyer in der Saison 2012/13 den vierten Platz. Da die drei besser platzierten Mannschaft entweder ihren Antrag auf eine Regionalligalizenz zurückzogen bzw. gar nicht erst stellten, erreichte die Eintracht die Aufstiegsrunde zur Regionalliga Nord. Dort setzten sich die Norderstedter gemeinsam mit dem SV Eichede durch und stiegen auf. In den Jahren 2016 und 2017 gewann Linus Meyer mit Eintracht Norderstedt jeweils den Hamburger Pokal durch Finalsiege über Altona 93 bzw. den SV Halstenbek-Rellingen. 
Im Sommer 2018 wechselte Meyer zum SV Rödinghausen in die Regionalliga West. Gleich in seiner ersten Saison in Ostwestfalen gewann Meyer mit seiner Mannschaft durch einen 2:1-Finalsieg über den SC Wiedenbrück den Westfalenpokal. Im DFB-Pokal 2019/20 schalteten die Rödinghausener zunächst Dynamo Dresden aus und unterlagen dann dem FC Bayern München mit 1:2, wobei Meyer den Ehrentreffer erzielte. Am Ende der Saison 2019/20 wurden die Rödinghausener Meister der Regionalliga West. Der Verein verzichtete allerdings wegen der geringen Stadionkapazität und der Infrastruktur auf einen Lizenzantrag für die 3. Liga. Linus Meyer wechselte daraufhin zum Berliner Verein VSG Altglienicke in die Regionalliga Nordost. Im Sommer 2021 folgte der Wechsel zum Drittligaaufsteiger TSV Havelse. Dort absolvierte Meyer am 24. Juli 2021 sein Profidebüt im Spiel beim 1. FC Saarbrücken.
Nach dem Abstieg Havelses aus der 3. Liga kehrte Meyer in seine Geburtsstadt zurück, wo er sich dem Regionalligisten FC Teutonia 05 Ottensen anschloss. Im Januar 2023 gab der Klub die Auflösung des Vertrages im beiderseitigen Einvernehmen bekannt. Kurz darauf schloss sich Meyer dem Heeslinger SC aus der Oberliga Niedersachsen an.

## Erfolge
- Meister der Regionalliga West: 2019/20
- Hamburger Pokalsieger: 2016, 2017
- Westfalenpokalsieger: 2019